# Прунн (замок)
Прунн (нем. Burg Prunn) — средневековый замок на крутых склонах известняковой породы юрского периода, примерно в четырёх километрах к юго-востоку от нижнебаварского города Риденбург в округе Кельхайм. Из замкового комплекса открывается прекрасный вид на долину Альтмюль и канал Майн — Дунай.

## История

### Средние века
Старейшим из известных владельцев замка был дворянин Вернерус де Прунн, который упомянут в документах как владелец крепости в 1037 году. В 1147 году замок перешёл к роду фон Лаабер (ветвь Прайтенек). В это время начались масштабные строительные работы. Самые старые из сохранившихся построек относятся к этому периоду.
В 1288 году замок был продан баварскому князю Людвигу II Строгому. Однако князь передал замок продавцу барону фон Прайтенеку в качестве феода (ленного владения).
Упоминание в одном из документов в 1311 году о резиденции семьи Фраунгбергер цу Прунн заставляет предположить, что в начале XIV века замок перешёл в другие руки. Однако уже в 1338 году семья Фраунбергер фон Хааг решила продать владение. Именно к этому периоду относится высеченный из камня «грубый герб», прикрепленный к южному фасаду замка.
Ханс XI Фон Фраунгофер расширил замковый комплекс. Работы затянулись на два десятка лет и продолжались с 1426 по 1476 год.

### Новое время

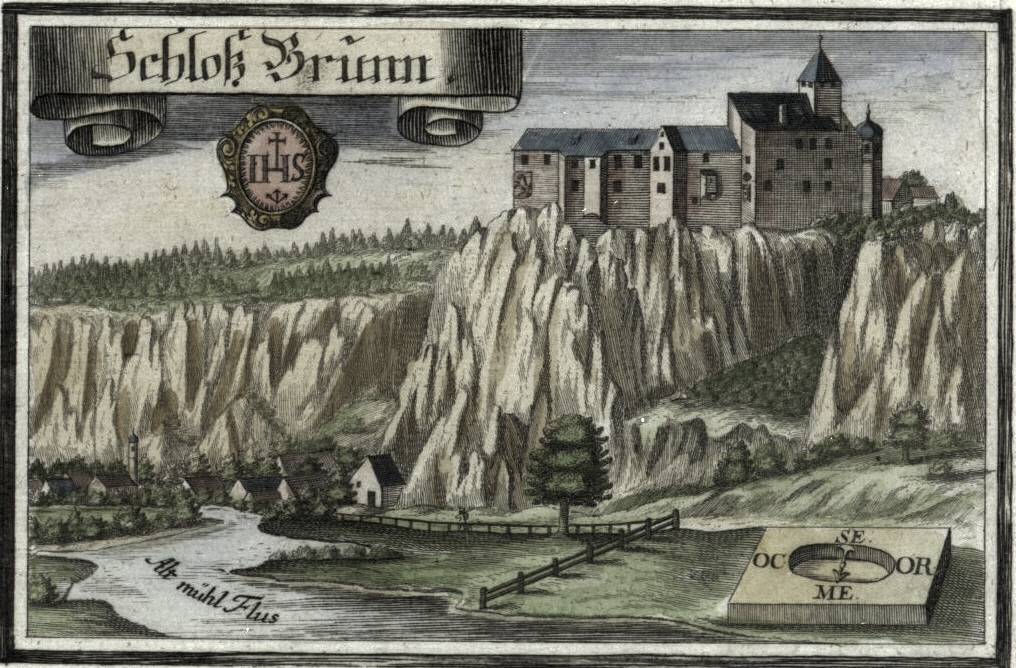
Замок Прунн на иллюстрации 1700 года

В XV веке замок Прунн некоторое время принадлежал семье фон Гумпенберг. Однако в итоге вернулся во владение рода фон Фраунберг.
После того, как род фон Фраунберг пресёкся, замок Прунн оказался в собственности баварского герцога. В 1570 году герцог продал замок Карлу Кёкху цу Мауэрштеттене и Боденмайсу за 18 000 гульденов.
В 1567 (или 1569) году Вигулеус Хунд, публицист и историк герцога Альбрехта V Баварского, нашёл в замке рукописный пергамент «Песни о Нибелунгах». Хунд передал найденные документы герцогу (вероятно, в 1575 году). В настоящее время оригинал находится в Баварской государственной библиотеке в Мюнхене.
Первая сохранившаяся картина с изображением замкового комплекса датируется примерно периодом около 1600 года. Южную сторону можно увидеть на карте рядом с границей герцогства Пфальц-Нейбург.
С 1604 года владельцы замка из рода Кёкх цу Мауерштеттен расширили комплекс. По сути это был уже роскошный дворец, а не крепость. Во всяком случае крепостные сооружения и роскошная резиденция оказались связаны в единое пространство. При этом в качестве внешней восточной стены сохранилась старинная римская кольцевая стена.
Дальнейшие работы по реконструкции замка в стиле ренессанс происходили в 1631 году. В результате на первое место вышел комфорт.
Надпись и герб Кристофа фон Кёкха цу Прунна и его жены Марии на здании в готическом стиле (внутри комплекса) свидетельствуют о масштабных работах, которые производились внутри замка. В этот период замок Прунн всё больше приобретал черты романтического сооружения.
Тридцатилетняя война положила конец процветанию семьи Кёкхов. В 1646 году замок Прунн перешёл во владение фельдмаршал-лейтенанта Георга фон Трукмиллера. Новый собственник организовал ремонт обветшавших зданий.
В 1672 году у замка в очередной раз сменился собственник. На этот раз крепость купили иезуиты из Ингольштадта. Благодаря этому в замке производились серьёзные работы по расширению и благоустройству.
После упразднения ордена иезуитов (в 1773 году), замок Прунн был передан филиалу ордена Иоаннитов (бальяж Бранденбург). Однако и эта организация была распущена в 1822 году. Таким образом замок вновь оказался в собственности короля Баварии.
В 1827 году баварский король Людвиг I организовал кампанию по сбору средств для сохранения замка, как исторического памятника. Некоторые реставрационные работы происходили в конце XIX века. Тем не менее, замок так и не стал популярным туристическим объектом, как некоторые другие крепости.

### XX и XXI века
В 1919 году здесь произошёл съезд немецких скаутов. В результате замок вновь стал известен.
После всех ужасов Второй мировой войны в 1946 году замок перешёл в собственность правительства Баварии. В 1950 году начались восстановительные работы. При этом при реставрации приоритет был отдан стилю поздней готики. А многочисленные элементы архитектуры XIX века оказались удалены.
В период с 2007 по май 2010 года замок был вновь включён в программу реставрации. Работы обошлись правительству Баварии в 2,7 миллиона евро.

## Описание замка

Внутренний двор замка Прунн

Замок расположен на высоком скалистом плато, которое с северной стороны защищено рвом шириной 20 метров и глубиной 9 метров. На противоположной стороне рва находились укрепления (форбург), защищавшие мост.
Стены основного замка сложены из известняка и имеют толщину три метра у основания и сужаются в верхней части до 2,5 метра. Прежний вход в крепость, который был предусмотрен на втором этаже, всё ещё можно увидеть с западной стороны.
Расположение всех построек замка определялось исключительно формой каменистого плато. Поэтому имеет столь необычную форму.
К западу от крепости находятся ворота с помещением для охраны на первом этаже и кухней на верхнем этаже. К востоку от крепости имеется небольшое здание с цистерной для хранения воды. На некоторых углах есть маленькие эркерные башенки.
Внутренний двор замка частично вырезан в скале. С запада он был защищён высокой стеной, которая ранее была снесена в XIX веке. В северо-западной части двора находится многоугольная башня, построенная в начале XVII века. Внутренняя винтовая каменная лестница ведёт через переход к верхним этажам главного здания. Снаружи этого перехода находится герб семей фон Кёкха и фон Лерхенфельд.
С юго-восточной стороны первоначально находилась резиденция в романском стиле с Рыцарским залом на первом этаже. В похожем на башню здании, выступающем за наружную стену, есть ещё одно помещение для охраны. Здесь можно увидеть фрагменты фресок и росписей XIV века. В северной части дворца находится замковая часовня, которую представители ордена иезуитов перестроили около 1700 года в стиле рококо.

## Интересные факты
- В замке в 1992 году снимался фильм ужасов «Drachenauge».
- По отвесным скалам, окружающим замок, проложено несколько маршрутов разной степени сложности для любителей альпинизма.
- Вся территория вокруг замка является природным заповедником.

## Галерея

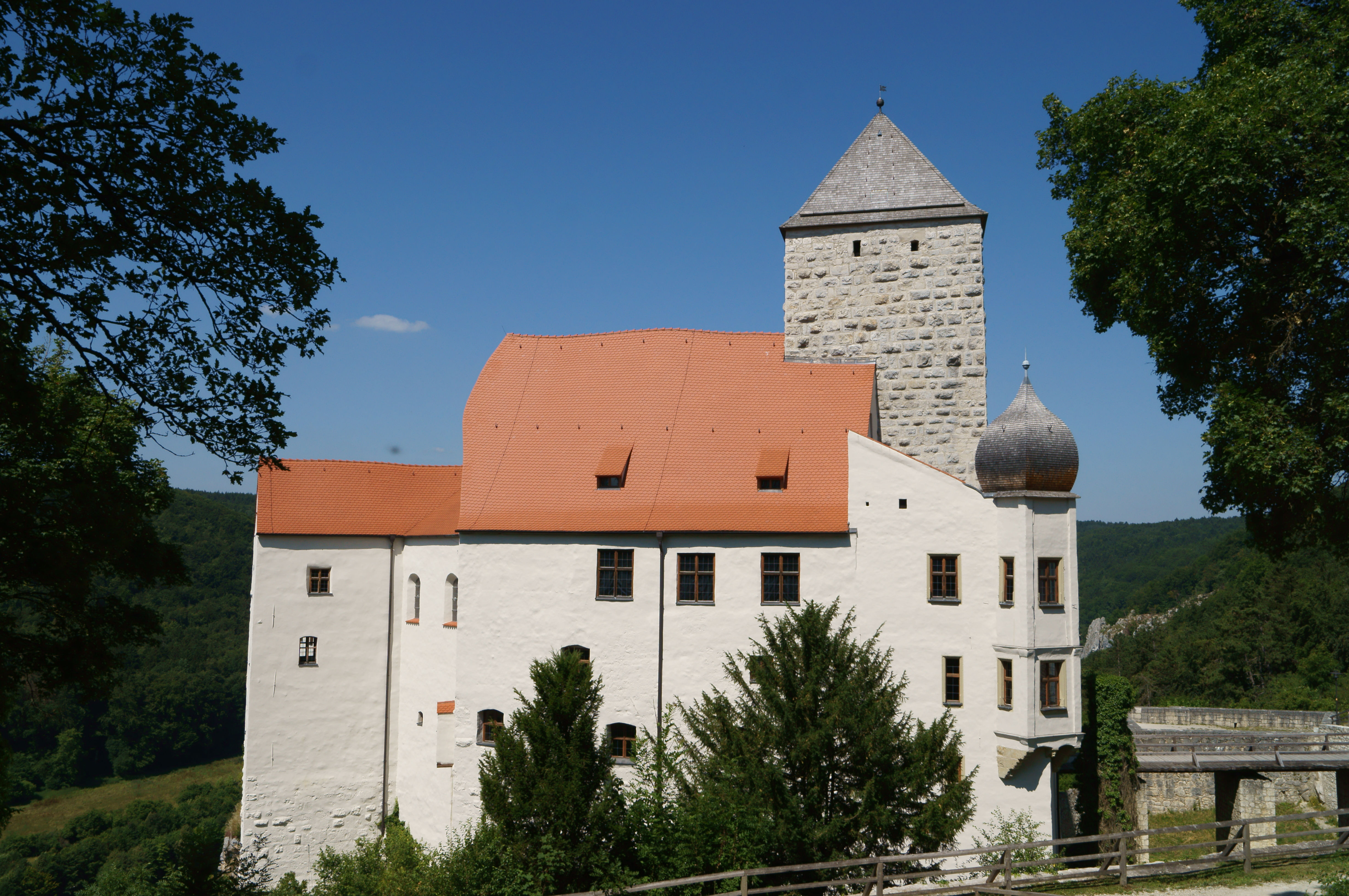
Вид замка с южной стороны
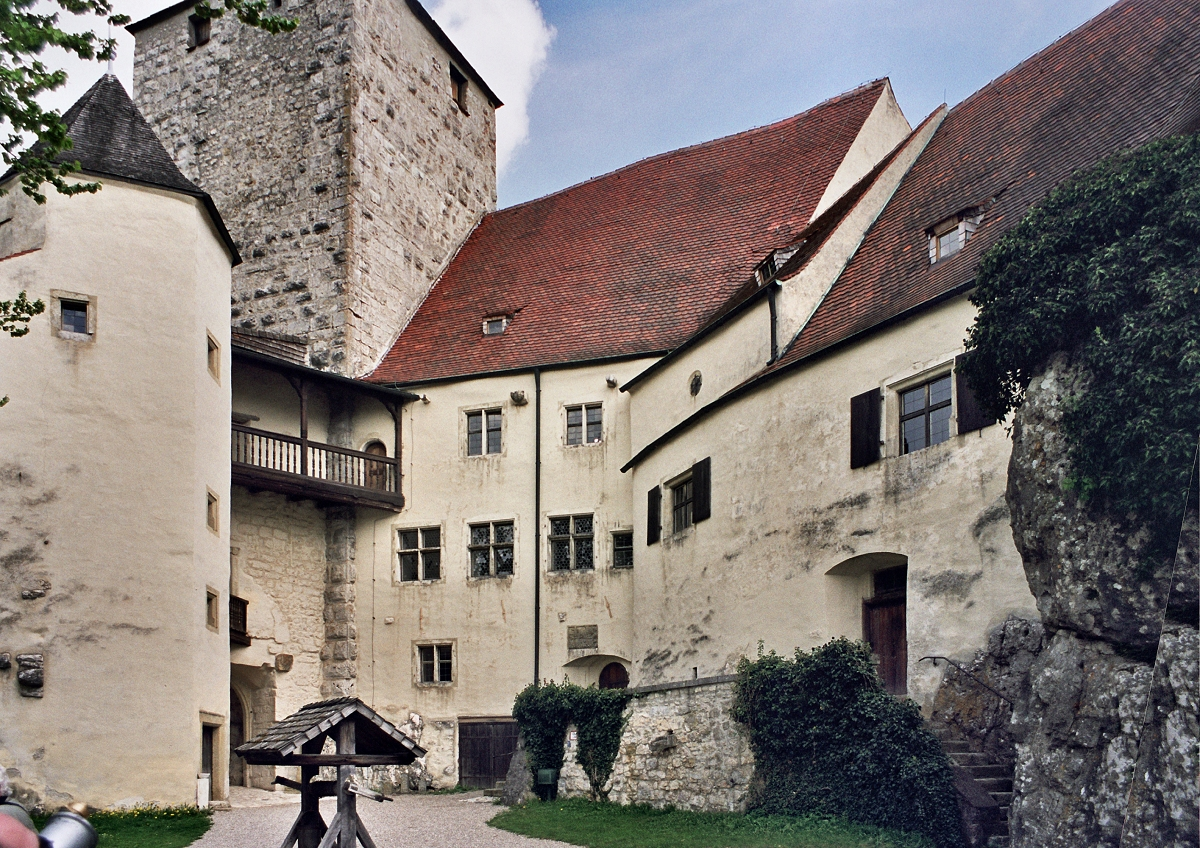
Внутренний двор замка
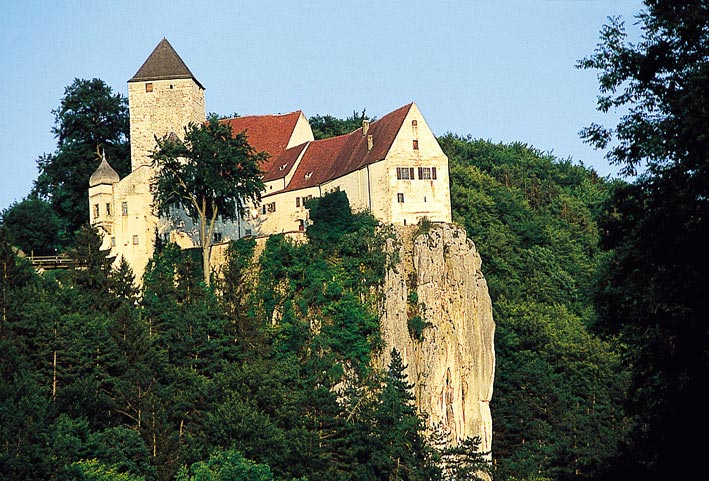
Вид замка с западной стороны
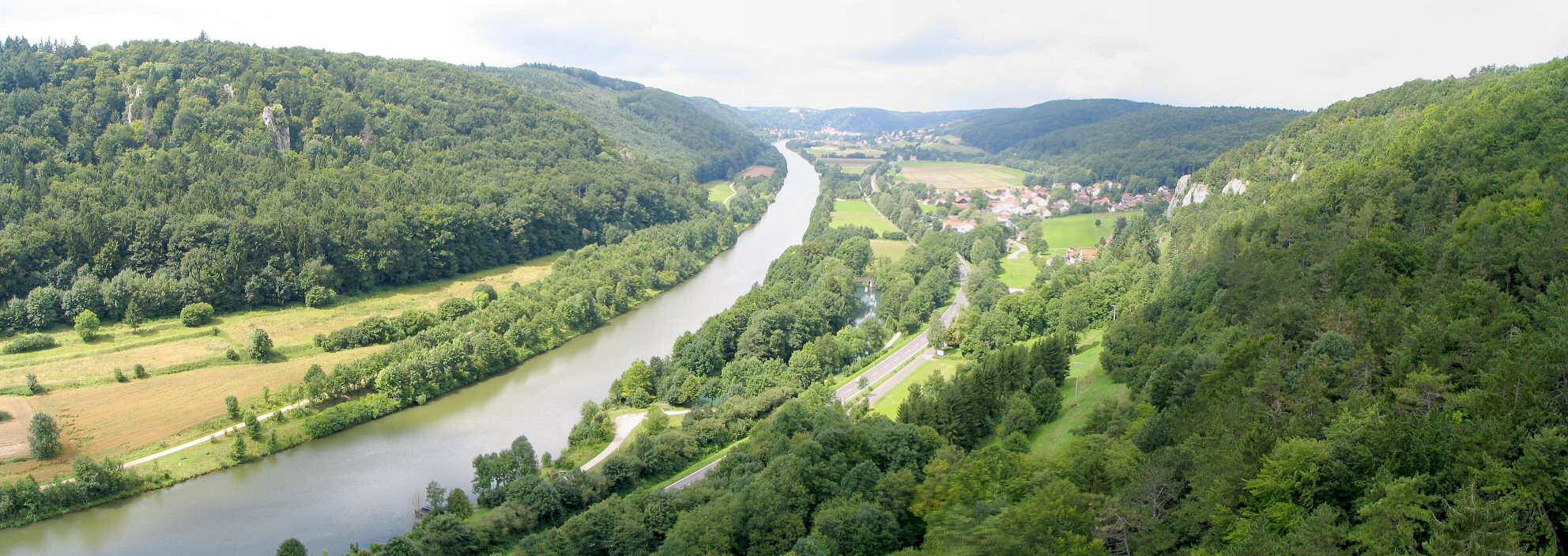
Вид из замка на долину Альтмюэль